# Parawixia maldonado
Parawixia maldonado là một loài nhện trong họ Araneidae.
Loài này thuộc chi Parawixia. Parawixia maldonado được Herbert Walter Levi miêu tả năm 1992.